# Jelena Dokić
Jelena Dokić (serbisch-kyrillisch Јелена Докић; * 12. April 1983 in Osijek, Jugoslawien) ist eine ehemalige australische Tennisspielerin serbischer Herkunft.

## Karriere
Jelena Dokić, die ab 1998 auf der WTA Tour spielte, emigrierte 1994 mit ihrer Familie nach Australien. Zwischen 1994 und 2002 trat sie für Australien an, 1999 gewann sie zusammen mit Mark Philippoussis den Hopman Cup. Ihr größter sportlicher Erfolg war ihre Halbfinalteilnahme in Wimbledon im Jahr 2000. Die beste Platzierung in der WTA-Weltrangliste erreichte Dokić am 19. August 2002 mit Rang 4. Im Mai 2001 war sie auf der Tour „Spielerin des Monats“.
2000 nahm sie an den Olympischen Spielen in Sydney für Australien teil. Sie spielte gegen Monica Seles um die Bronzemedaille und verlor mit 1:6 und 4:6.
Nach einem Skandal 2001 während der Australian Open, als Dokić und ihr Vater Damir den Veranstaltern Manipulation bei der Auslosung vorwarfen, kehrte die Familie nach Serbien zurück und Dokić spielte wieder für ihre alte Heimat. Dieser Vorfall war nicht der letzte Streit, an dem der Vater beteiligt war. Auseinandersetzungen mit Turnierveranstaltern, Trainern und Funktionären der WTA sowie private Probleme bremsten den sportlichen Erfolg seiner Tochter.
Dokić trennte sich im November 2005 folgerichtig von ihrem Vater und ging zurück nach Australien. Dort entschuldigte sie sich für die früheren Vorfälle und beteuerte, dass sie wieder unter australischer Flagge spielen wolle. Noch im selben Jahr bestritt sie die Qualifikation bei einem kleinen Turnier im Melbourne Park, um eine Wildcard für die Australian Open zu erhalten, was ihr auch gelang.
Beim WTA-Turnier in Auckland im Januar 2006 verlor sie ihr Auftaktmatch gegen Julia Schruff, den geplanten Auftritt in Canberra musste sie wegen Verletzung absagen. Nach ihrem Aus in der ersten Runde in Melbourne gegen Virginie Razzano sagte sie mehrere Turniere ab.
2006 trat sie noch bei drei weiteren Turnieren an: Im April verlor sie in der Qualifikation des Challenger-Turniers von Biarritz mit 5:7, 5:7 gegen die kaum bekannte Italienerin Eleonora Punzo. Bei einem weiteren Challenger-Turnier in Italien erreichte sie als Qualifikantin Runde zwei, in der sie der Rumänin Mădălina Gojnea unterlag. In Wimbledon trat sie mit einer Wildcard an, scheiterte jedoch gleich in der ersten Runde der Qualifikation an der in der Weltrangliste inzwischen ebenfalls weit abgerutschten Alexandra Stevenson.
2008 gewann Dokić die Internationalen Hessischen Meisterschaften. Am 20. Juli besiegte sie im Endspiel Michelle Gerards aus den Niederlanden mit 6:0, 6:0. Auch bei den ebenfalls mit 25.000 US-Dollar dotierten ITF-Turnieren im Mai in Florenz und Caserta gewann sie den Titel. Zudem zog sie zwischen Mai und Juli zweimal in ein Halbfinale ein.

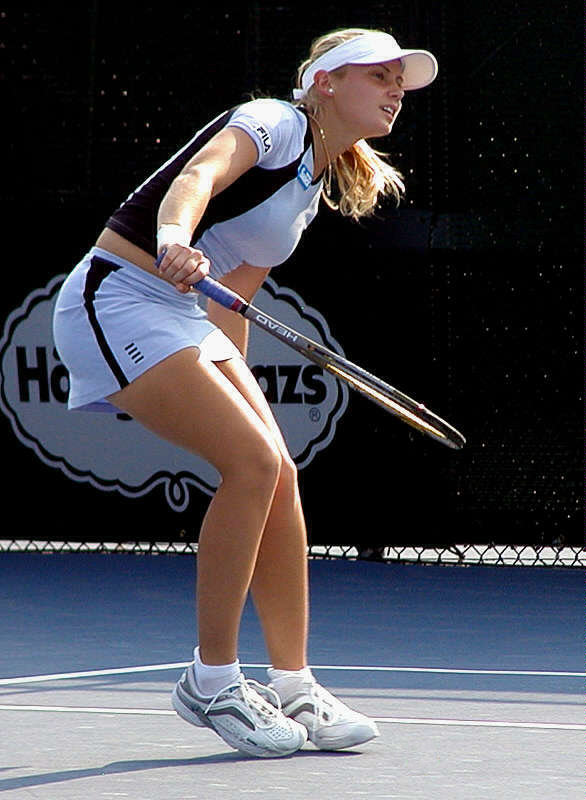
Jelena Dokić

Bei den Australian Open erreichte Dokić 2009 (erneut mit einer Wildcard am Start) nach Siegen über Tamira Paszek, Anna Tschakwetadse, Caroline Wozniacki und Alissa Kleibanowa überraschend das Viertelfinale. Dort musste sie sich der an Position 3 gesetzten Dinara Safina mit 4:6, 6:4 und 4:6 geschlagen geben.
Am 6. März 2011 gewann Dokić nach fast neun Jahren wieder ein WTA-Turnier. Im Finale von Kuala Lumpur besiegte sie Lucie Šafářová, die zwei Matchbälle im Tiebreak des zweiten Satzes und eine 3:1-Führung im dritten Satz nicht nutzen konnte, mit 2:6, 7:69, 6:4.
Nachdem Dokić beim Family Circle Cup 2012 in der ersten Runde hatte verletzt aufgeben müssen, spielte sie 2012 und 2013 kein Match auf der Tour. Im Mai 2013 trainierte sie einem Interview zufolge für ein Comeback auf kleineren Turnieren; sie trat jedoch bei keinem Turnier an. Nach einer Handgelenksoperation erklärte sie im Oktober 2013, dass sie unter Todd Woodbridge trainiere, um sich für die Australian Open im Januar 2014 um eine Wildcard zu bewerben. Im Dezember trat sie bei der entsprechenden Ausscheidung an, verlor jedoch gleich in Runde eins gegen Jarmila Gajdošová. Für den Doppelwettbewerb der Australian Open erhielt sie tatsächlich eine Wildcard, sie kam aber an der Seite von Storm Sanders nicht über die erste Runde hinaus. Seitdem ist sie auf der Damentour nicht mehr angetreten.
In ihrer 2017 in Australien veröffentlichten Autobiographie Unbreakable beschuldigt Dokić ihren Vater, sie als Vehikel zum Entkommen aus der Armut, in der die Familie nach der Emigration nach Australien lebte, benutzt zu haben und von ihm regelmäßig physisch und psychisch misshandelt worden zu sein.

## Turniersiege

### Einzel
| Nr. | Datum              | Turnier       | Kategorie         | Belag             | Finalgegnerin           | Ergebnis       |
| --- | ------------------ | ------------- | ----------------- | ----------------- | ----------------------- | -------------- |
| 1.  | 20. Mai 2001       | Rom           | WTA Tier I        | Sand              | Amélie Mauresmo         | 7:63, 6:1      |
| 2.  | 23. September 2001 | Tokio         | WTA Tier II       | Hartplatz         | Arantxa Sánchez Vicario | 6:4, 6:2       |
| 3.  | 7. Oktober 2001    | Moskau        | WTA Tier I        | Teppich (Halle)   | Jelena Dementjewa       | 6:3, 6:3       |
| 4.  | 7. April 2002      | Sarasota      | WTA Tier IV       | Sand              | Tatjana Panowa          | 6:2, 6:2       |
| 5.  | 16. Juni 2002      | Birmingham    | WTA Tier III      | Rasen             | Anastassija Myskina     | 6:2, 6:3       |
| 6.  | 5. Mai 2008        | Florenz       | ITF $25.000       | Sand              | Lucie Hradecká          | 6:1, 6:3       |
| 7.  | 12. Mai 2008       | Caserta       | ITF $25.000       | Sand              | Patricia Mayr           | 6:3, 6:1       |
| 8.  | 14. Juli 2008      | Darmstadt     | ITF $ 25.000      | Sand              | Michelle Gerards        | 6:0, 6:0       |
| 9.  | 4. Oktober 2009    | Athen         | ITF $ 100.000     | Hartplatz         | Eleni Daniilidou        | 6:2, 6:1       |
| 10. | 1. November 2009   | Poitiers      | ITF $ 100.000     | Hartplatz (Halle) | Sofia Arvidsson         | 6:4, 6:4       |
| 11. | 18. Juli 2010      | Contrexéville | ITF $ 50.000      | Sand              | Olivia Sanchez          | 4:6, 6:3, 6:1  |
| 12. | 1. August 2010     | Bukarest      | ITF $ 75.000      | Sand              | Zuzana Ondrášková       | 3:6, 6:1, 7:63 |
| 13. | 8. August 2010     | Vancouver     | ITF $ 75.000      | Hartplatz         | Virginie Razzano        | 6:1, 6:4       |
| 14. | 6. März 2011       | Kuala Lumpur  | WTA International | Hartplatz         | Lucie Šafářová          | 2:6, 7:69, 6:4 |

### Doppel
| Nr. | Datum            | Turnier     | Kategorie   | Belag             | Partnerin         | Finalgegnerinnen               | Ergebnis       |
| --- | ---------------- | ----------- | ----------- | ----------------- | ----------------- | ------------------------------ | -------------- |
| 1.  | 28. Oktober 2001 | Linz        | WTA Tier II | Hartplatz (Halle) | Nadja Petrowa     | Els Callens Chanda Rubin       | 6:1, 6:4       |
| 2.  | 7. April 2002    | Sarasota    | WTA Tier IV | Sand              | Jelena Lichowzewa | Els Callens Conchita Martínez  | 6:75, 6:3, 6:3 |
| 3.  | 11. August 2002  | Los Angeles | WTA Tier II | Hartplatz         | Kim Clijsters     | Daniela Hantuchová Ai Sugiyama | 6:3, 6:3       |
| 4.  | 27. Oktober 2002 | Linz        | WTA Tier II | Hartplatz (Halle) | Nadja Petrowa     | Rika Fujiwara Ai Sugiyama      | 6:3, 6:2       |

### Teamwettbewerbe der ITF
| Nr. | Datum          | Turnier    | Belag     | Partner            | Finalgegner                 | Ergebnis |
| --- | -------------- | ---------- | --------- | ------------------ | --------------------------- | -------- |
| 1.  | 9. Januar 1999 | Hopman Cup | Hartplatz | Mark Philippoussis | Åsa Carlsson Jonas Björkman | 2:1      |

## Abschneiden bei Grand-Slam-Turnieren

### Einzel
| Turnier         | 1999 | 2000 | 2001 | 2002 | 2003 | 2004 | 2005 | 2006 | 2007 | 2008 | 2009 | 2010 | 2011 | 2012 | Karriere |
| --------------- | ---- | ---- | ---- | ---- | ---- | ---- | ---- | ---- | ---- | ---- | ---- | ---- | ---- | ---- | -------- |
| Australian Open | 3    | 1    | 1    | —    | —    | —    | —    | 1    | —    | Q2   | VF   | 1    | 2    | 2    | VF       |
| French Open     | 1    | 2    | 3    | VF   | 2    | 1    | —    | —    | —    | —    | 2    | 1    | 1    | —    | VF       |
| Wimbledon       | VF   | HF   | AF   | AF   | 3    | 1    | —    | Q1   | —    | —    | 1    | Q2   | 1    | —    | HF       |
| US Open         | 1    | AF   | AF   | 2    | 2    | 1    | —    | —    | —    | —    | 1    | Q1   | 2    | —    | AF       |

Zeichenerklärung: S = Turniersieg; F, HF, VF, AF = Einzug ins Finale / Halbfinale / Viertelfinale / Achtelfinale; 1, 2, 3 = Ausscheiden in der 1. / 2. / 3. Hauptrunde; Q1, Q2, Q3 = Ausscheiden in der 1. / 2. / 3. Runde der Qualifikation; n. a. = nicht ausgetragen

### Doppel
| Turnier         | 1999 | 2000 | 2001 | 2002 | 2003 | … | 2009 | 2010 | 2011 | 2012 | 2013 | 2014 | Karriere |
| --------------- | ---- | ---- | ---- | ---- | ---- | - | ---- | ---- | ---- | ---- | ---- | ---- | -------- |
| Australian Open | AF   | AF   | 2    | —    | —    | — | —    | 1    | 1    | 1    | —    | 1    | AF       |
| French Open     | —    | AF   | F    | —    | AF   | — | 2    | —    | 1    | —    | —    | —    | F        |
| Wimbledon       | AF   | AF   | AF   | —    | 2    | — | —    | —    | 1    | —    | —    | —    | AF       |
| US Open         | 1    | 2    | 2    | —    | 1    | — | —    | —    | 1    | —    | —    | —    | 2        |

### Mixed
| Turnier         | 1999 | 2000 | 2001 | 2002 | 2003 | … | 2012 | Karriere |
| --------------- | ---- | ---- | ---- | ---- | ---- | - | ---- | -------- |
| Australian Open | 1    | 1    | VF   | —    | —    | — | 1    | VF       |
| French Open     | —    | 2    | —    | —    | —    | — | —    | 2        |
| Wimbledon       | —    | 1    | AF   | —    | —    | — | —    | AF       |
| US Open         | —    | —    | 1    | —    | 1    | — | —    | 1        |